# 亞納奧爾科山 (拉雷斯區)
13°11′29″S 71°58′30″W / 13.19139°S 71.97500°W
亞納奧爾科山（Yanaorcco），是秘魯的山峰，位於該國東南部庫斯科大區，由卡爾卡省的拉雷斯區負責管轄，屬於烏魯潘帕山脈的一部分，海拔高度約4,800米。